# Pachycara
Pachycara is een geslacht van straalvinnige vissen uit de familie van puitalen (Zoarcidae). Het geslacht is voor het eerst wetenschappelijk beschreven in 1911 door Zugmayer.

## Soorten
- Pachycara alepidotum Anderson & Mincarone, 2006
- Pachycara andersoni Møller, 2003
- Pachycara arabica Møller, 2003
- Pachycara brachycephalum Pappenheim, 1912
- Pachycara bulbiceps Garman, 1899
- Pachycara cousinsi Møller & King 2007
- Pachycara crassiceps Roule, 1916
- Pachycara crossacanthum Anderson, 1989
- Pachycara dolichaulus Anderson, 2006
- Pachycara garricki Anderson, 1990
- Pachycara goni Anderson, 1991
- Pachycara gymninium Anderson & Peden, 1988
- Pachycara lepinium Anderson & Peden, 1988
- Pachycara mesoporum Anderson, 1989
- Pachycara microcephalum Jensen, 1902
- Pachycara nazca Anderson & Bluhm, 1997
- Pachycara pammelas Anderson, 1989
- Pachycara priedei Møller & King 2007
- Pachycara rimae Anderson, 1989
- Pachycara saldanhai Biscoito & Almeida, 2004
- Pachycara shcherbachevi Anderson, 1989
- Pachycara sulaki Anderson, 1989
- Pachycara suspectum Garman, 1899
- Pachycara thermophilum Geistdoerfer, 1994